# 植物园站 (拉脱维亚)
植物园站是位于里加-陶格夫匹尔斯铁路，艾茲克勞克萊市鎮斯基韦鲁段的一个铁路车站。车站建于1972年，然而到了2019年12月，由于客流量过低，拉脱维亚铁路决定停用此站，所有的火车不再停靠该站。该车站不设有售票处。